# Інститут біології тварин НААН України
Інститут біології тварин НААН — провідна науково-дослідна установа з питань біохімії, фізіології, біотехнології тварин та ветеринарної медицини, що входить у структуру Національної академії аграрних наук, м. Львів.

## Історія
3 листопада 1960 року був створений Український науково-дослідний інститут фізіології і біохімії сільськогосподарських тварин. До 1962 році інститут був у системі Української академії сільськогосподарських наук, у 1962 році перейшов у підпорядкування Академії наук УРСР, а з 1963 року — у підпорядкуванні Міністерства сільського господарства УРСР. З січня 1970 року інститут підпорядкований Південному відділенню Всесоюзної академії сільськогосподарських наук.
Після створення в Україні у 1990 році Української академії аграрних наук у 1992 році інститут отримав нову назву — Інститут фізіології і біохімії тварин УААН.
У 1997 році відбулося об'єднання Інституту фізіології і біохімії тварин УААН з Інститутом землеробства і тваринництва західного регіону УААН і створення на їх базі Інституту землеробства і біології тварин УААН.
Під такою назвою Інститут землеробства і біології тварин УААН функціонував до 10 квітня 2000 року, коли було знову його розділено і утворено Інститут біології тварин УААН та Інститут землеробства і тваринництва західного регіону. З 2010 року інститут має назву Інститут біології тварин НААН.
Головним ідеологом заснування і першим директором Українського науково-дослідного інституту фізіології і біохімії сільськогосподарських тварин (УНДІФБСГТ) був член-кореспондент Академії наук УРСР, академік Української академії сільськогосподарських наук, доктор біологічних наук, професор Степан Зенонович Ґжицький.
Впродовж існування Інституту його директорами були:
- 1960—1961 рр. — академік Української академії сільськогосподарських наук С. З. Ґжицький;
- 1961—1962 рр. — кандидат біологічних наук М. Т. Балашов;
- 1962—1972 рр. — доктор біологічних наук, професор З. П. Скородинський;
- 1972—1993 рр. — академік УААН П. З. Лагодюк;
- 1993—1998 рр. — академік НААН В. В. Снітинський;
- 1998—2001 рр. — член-кореспондент НААН І. Б. Ратич;
- 2001—2019 рр. — академік НААН В. В. Влізло;
- з 2019 р. — доктор біологічних наук Ю. Т. Салига.

У першому штаті інституту нараховувалося 8 наукових співробітників і 32 науково-технічні працівники.
Основні завдання, які були поставлені перед створеним Інститутом, це розробка теоретичних питань фізіології і біохімії сільськогосподарських тварин, координація наукових досліджень з фізіології, біохімії і живлення сільськогосподарських тварин. У процесі становлення Інституту тематика науково-дослідних робіт удосконалювалась, виникали нові та розширювались існуючі напрями досліджень.
Дослідження Інституту були спрямовані на з'ясування біохімічних механізмів, що лежать в основі прояву основних фізіологічних функцій, а саме: травлення, відтворення, резистентності, адаптації, а також на вивчення біологічних основ росту і розвитку тварин, одержання екологічно безпечних продуктів тваринництва, біохімічних і молекулярно-біологічних основ виробництва і використання нових кормових добавок, вітамінів, лікувально-діагностичних препаратів.
З часу заснування Український науково-дослідний інститут фізіології і біохімії с.-г. тварин був головною організацією наукових програм і виконував науково-дослідні роботи та їх координацію з питань фізіології і біохімії в межах України з проблеми «Розробка фізіолого-біохімічних основ підвищення продуктивності с.-г. тварин». До координаційно-методичної ради наукових програм у різні періоди їх виконання входили провідні вчені науково-дослідних інститутів і навчальних установ УРСР. Робота координаційно-методичної ради з проблеми «Розробка фізіолого-біохімічних основ підвищення продуктивності с.-г. тварин» отримала належну оцінку обраної у 1990 році Президії УААН, яка зберегла за інститутом статус координатора досліджень з питань фізіології та біохімії тварин. Інститут фізіології і біохімії тварин УААН був призначений головною установою науково-методичного центру «Фізіологія тварин».
За період існування Інституту біології тварин НААН зроблено великий внесок у теорію і практику тваринництва та ветеринарної медицини. Науковцями Інституту підготовлено і видано 54 монографії, 25 підручників, 12 книг, 13 довідників і 8 брошур, десятки інструкцій, настанов, ТУ, а також розроблено корми, кормові добавки, премікси, ветеринарні препарати, які мають широке використання та застосування. В Інституті одержано 52 авторських свідоцтва, 160 патентів, видано понад 88 методичних рекомендацій та вказівок, запропоновано 58 методик, що використовуються як у виробництві, так і в лабораторній і науковій роботі. (станом на 1.01.2016 р).
У 1961 році в Інституті було відкрито аспірантуру з біохімії і розмноження сільськогосподарських тварин за спеціальностями: 03.00.04 — «біохімія», 03.00.13 — «фізіологія людини і тварин». За період існування Інституту в його лабораторіях підготовлено понад 50 докторів і понад 300 кандидатів наук.

## Діяльність
Напрями діяльності інституту:
- вивчення фундаментальних проблем фізіології та біохімії сільськогосподарських тварин, птиці, риб;
- розроблення біотехнологічних методів підвищення відтворювальної здатності тварин;
- дослідження молекулярних механізмів формування імунного потенціалу у тварин і розробка способів його підвищення;
- вивчення етіологічних факторів і морфогенетичних чинників виникнення пріонних інфекцій та розробка нових методів їх діагностики і профілактики;
- дослідження впливу екологічних чинників на фізіолого-біохімічний статус організму тварин і розроблення способів одержання екологічно чистої продукції тваринництва;
- розробка генетико-біохімічних тестів для інтенсифікації селекційного процесу у тваринництві.

Інститут є науково-методичним центром у якому функціонує координаційно-методична рада з виконання Програми наукових досліджень № 43 «Адаптаційні процеси у високопродуктивних сільськогосподарських тварин за впливу екологічних та кліматичних чинників» («Фізіологія і біохімія тварин») [Архівовано 4 січня 2022 у Wayback Machine.]
Наукові дослідження виконують 82 наукових працівників, з них 17 докторів наук та 57 кандидатів наук, 1академік, 8 професорів.
Інститут є засновником і видавцем наукових журналів — «Біологія тварин [Архівовано 15 січня 2018 у Wayback Machine.]» та «Науково-технічний бюлетень Інституту біології тварин і ДНДКІ ветпрепаратів та кормових добавок».
В інституті проводиться підготовка наукових кадрів через аспірантуру [Архівовано 17 січня 2018 у Wayback Machine.] («Біохімія», «Фізіологія людини і тварин») та докторантуру [Архівовано 17 січня 2018 у Wayback Machine.] («Біохімія», «Фізіологія людини і тварин»).
При інституті працює Спеціалізована вчена рада К 35.368.01 [Архівовано 15 січня 2018 у Wayback Machine.]  із захисту кандидатських дисертацій за науковою спеціальністю 03.00.04 «Біохімія» (сільськогосподарські, біологічні, ветеринарні науки)

## Структура
Директором Інституту біології тварин НААН з 2019 року є доктор біологічних наук Юрій Салига.
У інституті функціонує 10 лабораторій.
- Лабораторія обміну речовин імені Степана Гжицького [Архівовано 17 січня 2018 у Wayback Machine.]
- Лабораторія фізіології, біохімії та живлення птиці [Архівовано 17 січня 2018 у Wayback Machine.]
- Лабораторія біохімії адаптації та онтогенезу тварин [Архівовано 17 січня 2018 у Wayback Machine.]
- Лабораторія живлення та біосинтезу продукції жуйних [Архівовано 17 січня 2018 у Wayback Machine.]
- Лабораторія екологічної фізіології та якості продукції [Архівовано 17 січня 2018 у Wayback Machine.]
- Лабораторія молекулярної біології та клінічної біохімії [Архівовано 17 січня 2018 у Wayback Machine.]
- Лабораторія імунології [Архівовано 17 січня 2018 у Wayback Machine.]
- Лабораторія біотехнології відтворення [Архівовано 17 січня 2018 у Wayback Machine.]
- Лабораторія розведення та селекції тварин [Архівовано 17 січня 2018 у Wayback Machine.]
- Лабораторія інтелектуальної власності та аналітичних досліджень [Архівовано 17 січня 2018 у Wayback Machine.]